# Reino del Bósforo
El Reino del Bósforo (en latín: Regnum bospori) fue un Estado de la antigüedad fundado en el año 438 a. C. durante la época clásica por un caudillo local llamado Espártoco I. Estaba localizado en la región del Bósforo Cimerio y fue constituido por la unión de diversas colonias griegas de origen jonio, entre las que sobresalieron Eupatoria, Fanagoria, Feodosia, Tanais, Olbia y Panticapea, la mayoría en Crimea, península a la que los griegos llamaban Quersoneso Táurico, Kersonesos Taurikos, también conocida como Táurica. Su capital fue la ciudad de Panticapea.
La relación y proximidad con los escitas propició una importante influencia en la cultura y el arte de las colonias griegas de la costa norte del Ponto Euxino, así como una fuente de inestabilidad por los continuos ataques por parte de los escitas. Ante la imposibilidad de defenderse de estos ataques, el reino entró bajo la protección póntica. Posteriormente los escitas fueron desplazados por los sármatas, que siguieron atacando las ciudades griegas, por lo que finalmente el reino, para garantizar su supervivencia, aceptó quedar bajo influencia romana.
Durante los siguientes siglos, tanto roxolanos como yázigas supusieron una constante amenaza para su propia existencia. Los godos terminaron finalmente por desplazar a estos pueblos e invadieron el reino, que fue destruido durante el periodo de las Invasiones bárbaras en el siglo IV. Las ciudades siguieron subsistiendo durante algunas décadas hasta la llegada de los hunos. La mayor parte del patrimonio legado por el Reino del Bósforo se encuentra conservado en el Museo del Hermitage, en San Petersburgo (Rusia).

## Historia
Durante los siglos VII y VI a. C., los griegos fundaron numerosas colonias a lo largo de la costa del mar Negro, siendo especialmente intensa la colonización de la península de Crimea. Los griegos desarrollaron un intenso comercio basado en los productos obtenidos de la pesca del atún, el trigo y las pieles, entrando en contacto con los cimerios allí establecidos y a los que paulatinamente fueron desplazando hacia el interior. Desde el siglo VIII a. C. los escitas, un pueblo iranio y nómada al que los griegos llamaban skythai, se establecieron al norte del mar Negro, extendiéndose paulatinamente por la cuenca del bajo Dniéper, que corresponde al centro y sur de Ucrania. Las tribus escitas al sur del Dniéper se hicieron sedentarias, dedicándose principalmente a la agricultura, iniciándose en esta época los contactos entre griegos y escitas mediante relaciones comerciales establecidas a través de la importante vía fluvial del Dniéper, al que los griegos denominaban Borysthenes.
La colonización griega fue predominantemente jonia, impulsada sobre todo por la ciudad de Mileto, que fundó ciudades como Panticapea (actual Kerch), u Olbia en la desembocadura del Dniéper, que alcanzó su apogeo en el siglo VI a. C. Los dorios también participaron, aunque a menor nivel, en la colonización, fundando entre otras ciudades Quersoneso a principios del siglo VI a. C., establecida cerca de la actual Sebastopol.

### Época clásica
Según Diodoro Sículo, la región fue controlada desde el 480 a. C. al 438 a. C. por una dinastía llamada Arqueanáctidas, probablemente una familia gobernante, de la que surgió el tirano Espártoco que se declaró rey del Bósforo, gobernando desde el 438–431 a. C.
Espártoco y sus descendientes fundaron la dinastía Espartócida que duró hasta el 110 a. C. A Espártoco I le sucedieron sus dos hijos Seleuco y Sátiro I, quienes reinaron conjuntamente durante 42 años, después Sátiro I reinó solo hasta su muerte.

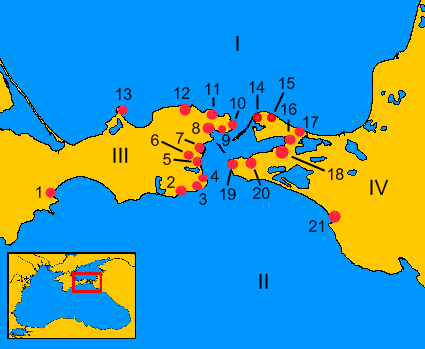
Ciudades y pueblos del Bósforo Cimerio: 1) Teodosia, 2) Cimérico, 3) Kytaja, 4) Acra, 5) Ninfea, 6) Iluraton, 7) Tiritaca, 8) Panticapea, 9) Mirmecio, 10) Partenio, 11) Portmion, 12) Zenonow Chersonesos, 13) Heraklion, 14) Aquileo, 15) Cimmeris, 16) Cepi, 17) Tyrambe, 18) Fanagoria, 19) Corcondama, 20) Hermonasa, 21) Gorguipia.

Los sucesores de Espártoco unificaron la región incorporando las ciudades y pueblos griegos, en su mayoría colonias creadas por los milesios, que eran de origen jonio. Sátiro I, rey del 431 a. C. al 387 a. C. incorporó Ninfea a sus dominios y asedió sin éxito la ciudad de Teodosia, una importante rival comercial con un puerto natural libre de hielo todo el año y próxima a los campos cerealísticos de Crimea oriental.
Durante los inicios del reino se intensificó el comercio sobre todo con Atenas. La importancia ateniense en el Reino del Bósforo se manifestó también a través de los privilegios que le otorgaron los reyes, así como el apoyo de los nobles de Panticapea. El reino prosperó con la exportación de trigo, pieles, pescado, miel, esclavos y otras materias, principalmente a Atenas, con quien mantuvo estrechas relaciones y concedió privilegios especiales a sus naves.
Hay que señalar que durante toda la historia griega, un neto contraste separa las inscripciones griegas concernientes a los reyes del Bósforo y los escritos de los oradores de la época: mientras que Esquines habla de «tiranos», las inscripciones se refieren a ellos como «arcontes» o «dinastas» del Bósforo.
A la muerte de Sátiro I, su hijo Leucón I (387-348 a. C.) subió al trono y logró tomar finalmente Teodosia. Leucón enviaba anualmente a Atenas 400.000 medimnos de trigo. Fue nombrado ciudadano ateniense por haber enviado trigo para paliar la carestía del 357 a. C. durante la Guerra social.
La tercera generación de reyes, Espártoco II (348 a. C.-344 a. C.) y Perisades I (o Parisades, 348-310 a. C.) reinaron conjuntamente hasta el 344 a. C. Después, Perisades I reinó en solitario. Este último es también conocido por haber recibido de los atenienses el privilegio de enrolar en el Pireo soldados para su flota. En el transcurso del siglo III a. C., como consecuencia del ensanchamiento del mundo griego, gracias a las conquistas de Alejandro Magno (336-323 a. C.), las relaciones comerciales entre el Bósforo Cimerio y Atenas decayeron levemente. El reino estableció relaciones con otras potencias como Delos o Egipto para los intercambios comerciales.

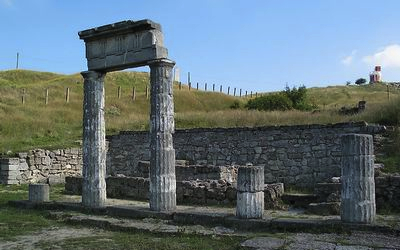
Ruinas de Panticapea, moderna Kerch, capital del Reino del Bósforo.
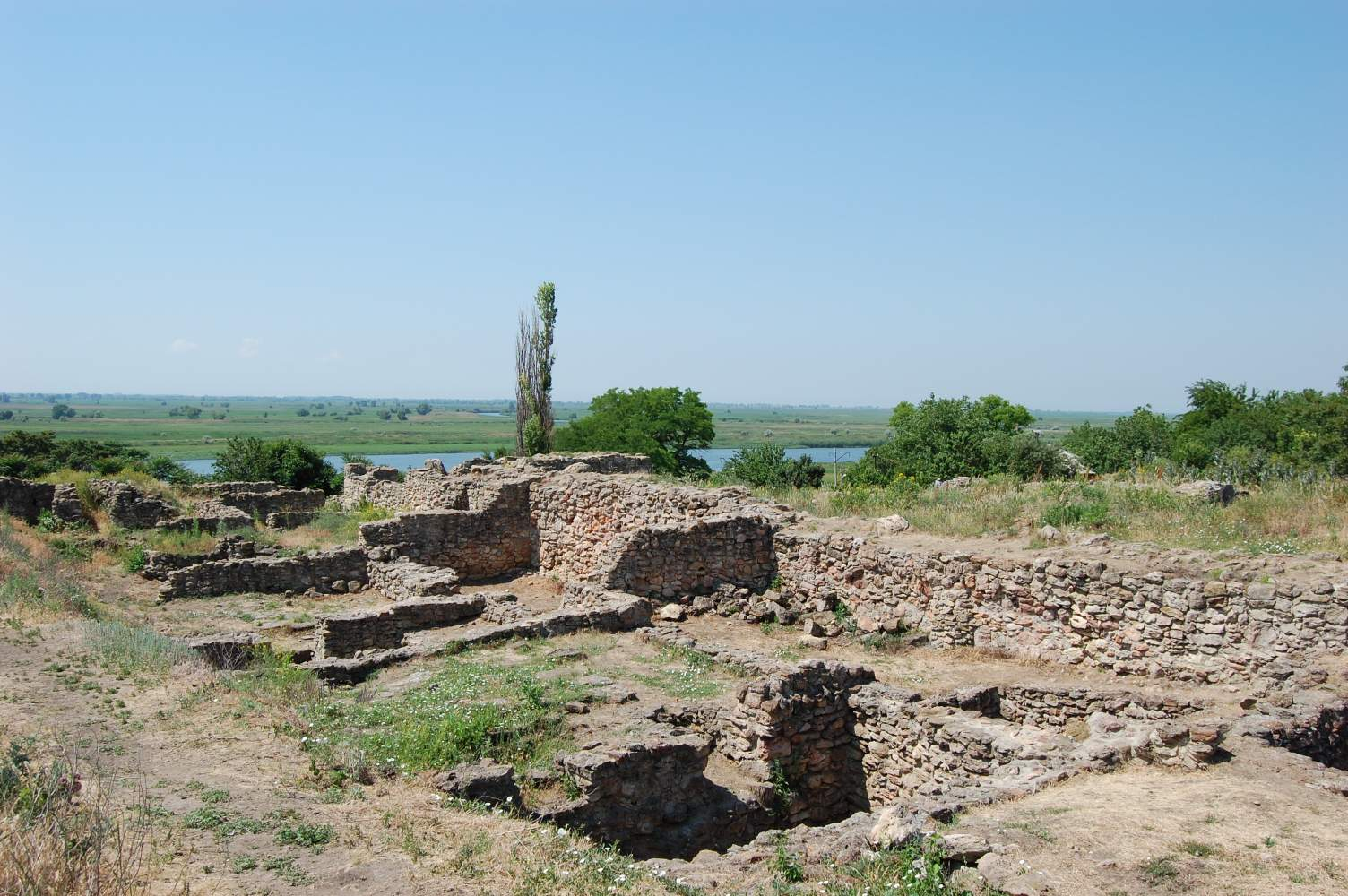
Ruinas de antigua ciudad de Tanais.
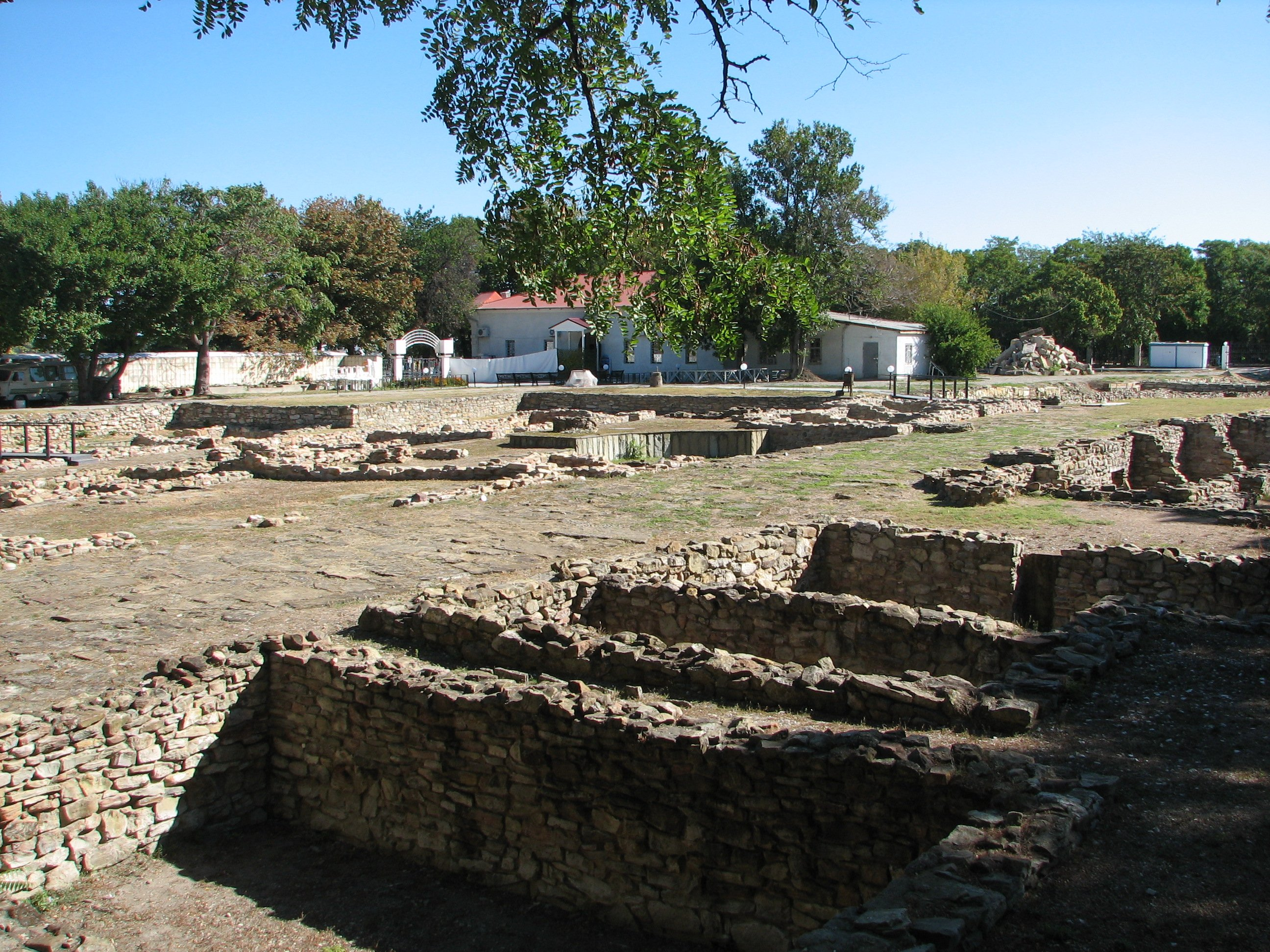
Ruinas de Gorgippia actual Anapa.
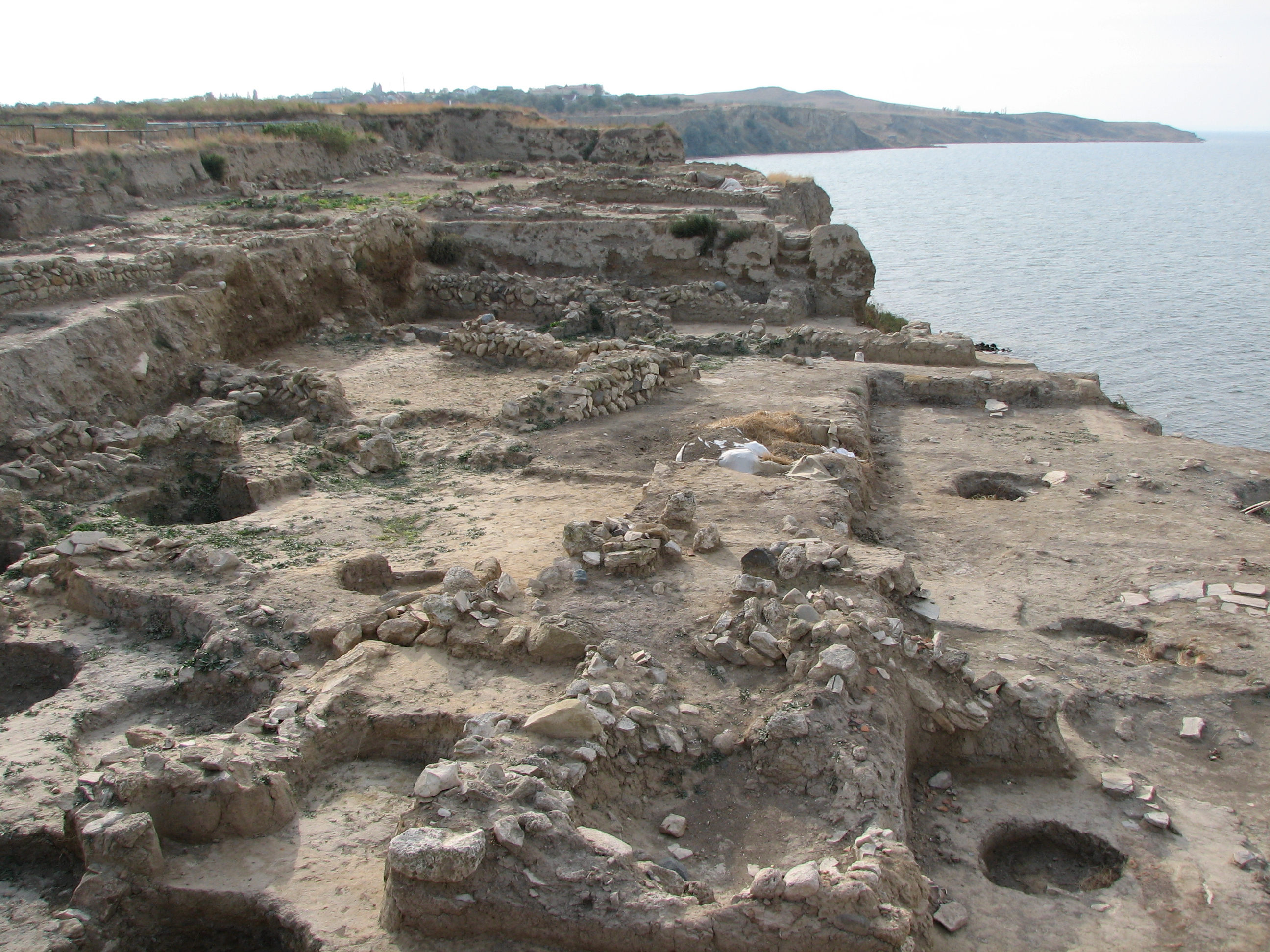
Ruinas de Germonasa.

En el año 310 a. C., Eumelo (griego antiguo, Εὔμηλος), hijo del rey Perisades I (348-311 a. C.), inició una guerra civil por la sucesión al trono contra sus hermanos Sátiro II y Pritanis que resultaron muertos en combate. Eumelo se hizo con el trono y reinó durante cinco años y cinco meses (309 a 304 a. C.). Le sucedió Espártoco III (304-283 a. C.).
A partir de este rey se desconoce en parte los datos referentes a los siguientes soberanos que gobernaron y su cronología. La siguiente información relevante que se posee es sobre el último monarca de la dinastía Espartócida, Perisades V (124-108 a. C.).

### Periodo póntico
Desde la segunda mitad del siglo II a. C., el Reino del Bósforo sufrió una importante crisis socioeconómica y política, provocada por los constantes ataques de los bárbaros. Amenazada su existencia y con casi la totalidad de Crimea bajo el poder roxolano, el rey del Bósforo Perisades V decidió en el año 107 a. C. buscar ayuda al otro lado del mar, pidiendo protección al rey póntico Mitrídates VI. Los roxolanos, liderados por Saumacus, terminaron matando a Perisades. Mitrídates aprovechó el suceso para derrotarlos y anexionarse las ciudades bosforeñas a sus dominios.
Durante la primera guerra mitridática, el Bósforo se rebeló contra el poder póntico el año 86 a. C. y tras el fin de la guerra, Mitrídates volvió a imponer su voluntad sobre la región. Durante estos años el Bósforo fue gobernado mediante lugartenientes o virreyes, hasta que durante la segunda guerra mitridática el reino se sublevó por segunda vez. Tras restaurar su autoridad, Mitrídates VI convirtió a su hijo mayor Macares en rey del Bósforo en el año 82 a. C.
En el 66 a. C. durante la tercera guerra mitridática que enfrentó al Ponto con la República Romana, tras las sucesivas derrotas pónticas ante las legiones romanas comandadas por Pompeyo, Macares se alió con los romanos, provocando la ira de su padre, del que terminó huyendo por temor quemando tantas naves como pudo para evitar su persecución, aunque fue finalmente alcanzado y asesinado. Durante la campaña de Pompeyo en Judea, Mitrídates recobró parte de sus posesiones en el Ponto, y envalentonado, organizó un plan para llevar la guerra a la propia Italia con la ayuda de las tribus bárbaras enemigas de Roma. Ante la superioridad naval romana, inició la marcha por tierra con sus mejores fuerzas, unos 36.000 hombres, tuvo que bordear el Mar Negro y a su paso por los territorios del Bósforo, la moral de su ejército se quebró progresivamente ante tan vasto plan. Se produjeron deserciones al bando romano, como la efectuada por el contingente encargado de escoltar a las princesas prometidas en matrimonio a las dinastías escitas, que fueron entregadas a Roma. El día anterior a la partida hacia Italia, el ejército entero se amotinó contra Mitrídates inducido por su hijo Farnaces II. Panticapea, la ciudad donde residía, se unió a Farnaces, que fue proclamado rey, contra Mitrídates. Sin contar con apoyos, Mitrídates se suicidó ante su inminente ejecución en el año 63 a. C.
Farnaces envió una embajada a Pompeyo con la presentación de ofertas y rehenes, junto con el cuerpo de su padre. Este último aceptó la oferta de Farnaces y le apoyó para ser rey del Bósforo, nombrándole amigo y aliado de Roma. De su reinado se sabe que ofreció a su hija, Dinamia, en matrimonio a Julio César y que éste la rechazó.
No existen más datos sobre el reinado de Farnaces hasta que atacó y conquistó la ciudad libre de Fanagoria en el 49 a. C., violando los acuerdos pactados con Pompeyo lo que no llamó la atención de Roma, por aquel entonces conmocionada por el inicio de la segunda guerra civil de la República romana. Ante la falta de respuesta romana y la poca oposición, dejó como lugarteniente a Asandro en el Bósforo y continuó con su campaña expansionista invadiendo la Cólquida y parte del Reino de Galacia en el año 47 a. C. El rey gálata Dejotaros vasallo de Roma, pidió ayuda al lugarteniente cesariano de la provincia de Asia, Cneo Domicio Calvino. Farnaces se enfrentó rápidamente con las fuerzas romanas provinciales derrotándolas. Confiado por su victoria, invadió el resto de territorios del antiguo reino de su padre, el Ponto y parte de Capadocia.
César tuvo noticias de los hechos en Egipto e inició la marcha hacia el Ponto para enfrentarse a Farnaces. La batalla entre las tropas cesarianas y las pónticas tuvo lugar en el norte de Capadocia, cerca de la ciudad de Zela. El enfrentamiento derivó con celeridad en una victoria romana. Tras la campaña, Julio César pronunció sus famosas palabras en el Senado: veni, vidi, vici, en alusión a lo rápido y completo de su victoria.
Farnaces huyó rápidamente al Bósforo, donde logró reunir una pequeña fuerza de escitas y sármatas, con las que fue capaz de retomar el control de unas pocas ciudades. Sin embargo, Asandro le hizo frente y durante la toma de una ciudad resultó muerto. Dinamia, la hija mayor de Farnaces le sucedió en el trono, y se casó con Asandro (47-17 a. C.). Ambos fueron destronados simbólicamente por César, que nombró en su lugar a Mitrídates I del Bósforo. Tras la muerte de César y durante los siguientes años, marcados por la inestabilidad política en Roma, Dinamia y Asandro organizaron una guerra independentista contra Roma y su rey títere que fue rechazado y muerto. Son destacables las actuaciones propagandísticas de Dinamia que hizo todo lo posible para demostrar su desdén hacia los romanos. En su afán por mantener las tradiciones iranias que establecían cierta providencia divina a los reyes, junto con la costumbre griega de rendir culto a los héroes, creó una imagen de su familia afirmando que les apoyaba la misma Diosa Suprema, que junto a su esposo divino protegía todo el Universo y consecuentemente a sus súbditos más fieles, abnegados e intrépidos.
Con la estabilización política de Roma tras la derrota de Marco Antonio por Augusto, Dinamia fue considerada amiga de Roma. Incluso se le permitió seguir acuñando moneda de oro propia. Entre sus legados queda constancia de que Dinamia mandó esculpir estatuas de mármol en su honor en todas las pólis griegas del Bósforo Cimerio, cuyo mármol era importado del Egeo.

Dinamia: hija del Gran Farnaces, nieta del Rey de Reyes Mitridates VI Eupator, Salvadora y Benefactora de los griegos pónticos, amiga de los romanos.
Inscripción hallada en dichas estatuas

Tras la muerte de su esposo Asandro, Escribonio, un usurpador que decía ser nieto de Mitrídates VI, se hizo con el control del reino, tomando por esposa a Dinamia para legitimarse. Agripa reaccionó encargando a Polemón I restaurar la situación. El usurpador Escribonio fue asesinado por los habitantes del Reino del Bósforo ante la llegada de Polemón, que se autoproclamó rey, eliminando a los que se le oponían y casándose con Dinamia en el 16 a. C. Agripa le confirmó en el trono y después el propio Augusto. Dinamia, que no aceptó gustosamente el matrimonio, organizó un ejército compuesto principalmente por sármatas para derrocar y matar a su esposo. Fracasó en su intento, exiliándose al Cáucaso en el 14 a. C. y compartiendo el poder real con su hijo adolescente. Tras la muerte de Polemón en el 8 a. C. le sucedió Aspurgo, el hijo de Dinamia y Asandro, que tomó por nombre Tiberio Julio Aspurgo como demostración y en honor de la amistad que mantenía con Roma y sus emperadores.

### «Protectorado» romano
A partir del reinado de Tiberio Julio Aspurgo, el Reino del Bósforo se convirtió en un estado vasallo del Imperio romano, si bien la dinastía heredera del linaje de la casa real póntica siguió gobernando. La política de subordinación a Roma se oficializó al firmar Aspurgo un primer tratado de amistad con el emperador romano Tiberio en el año 14 y después un segundo tratado con Cayo Julio César Augusto Germánico más conocido como Calígula. Estos tratados obligaban a los reyes del Bósforo a reconocer como sus soberanos a los emperadores romanos. Durante su reinado tomó por esposa a Gepaepyris una princesa tracia, que era nieta por parte de su madre de Polemón I. Sus dos hijos, Claudio Mitrídates y Julio Cotis le sucedieron a su muerte, ocurrida en el año 39.
Los reyes pertenecientes a esta dinastía prolongaron la cultura póntica utilizando sus nombres y calendario en el Bósforo, según las inscripciones de las monedas de aquella época. Durante el dominio romano el reino se extendió por las costas del Mar Negro, mediante una guerra continua contra los bárbaros apoyada por Roma. Durante este período, los romanos empezaron a extender su influencia sobre las ciudades griegas del Mar Negro, estableciendo tropas en ciudades como Quersoneso u Olbia, que contaron con la protección romana frente a las incursiones bárbaras. Algunas ciudades que no eran inicialmente posesiones del Reino del Bósforo quedaron bajo su tutela. Durante el siglo I tuvo lugar el apogeo cultural del reino, que experimentó un nuevo período de esplendor económico y cultural marcado cada vez más por las influencias romanas. Durante este periodo las antiguas ciudades fueron reconstruidas y otras nuevas fueron fundadas. Los sármatas terminaron asentándose en el reino, realizando un gran aporte cultural.
Mitrídates II del Bósforo sucedió a su padre en el 37. Tras la muerte de Calígula (37-41), el nuevo emperador romano quiso reunificar el Reino del Ponto y el Reino del Bósforo bajo la tutela del rey Polemón II del Ponto, pero los habitantes del Bósforo se rebelaron, no querían un rey extranjero (38). Esto impulsó al emperador Claudio (41-54), sucesor de Calígula, a renunciar al proyecto de reunificación. Polemón II decidió entonces atacar el Bósforo, pero su acción fue neutralizada por Roma y Mitrídates fue confirmado en el trono. En compensación le fue entregada Cilicia.

La paz impuesta fue breve, estallaron nuevas discordias esta vez entre Mitrídates y los romanos. Mitrídates decidió declararse independiente. Según Dión Casio (Historia Romana), habría incluso preparado una ofensiva militar contra Roma, pero fue traicionado por su hermano Cotis I. Los romanos tuvieron que enviar un ejército al Quersoneso en el año 44 al mando del legado de Mesia, Didio Galo, que tomó Panticapea.
Mitrídates fue derrotado, huyó a su capital y su hermano Cotis I Tiberio Julio (45-62 o 63) fue proclamado rey del Bósforo. Didio Galo partió entonces a Roma dejando en Panticapea una pequeña guarnición bajo las órdenes de Julio Aquila. Mitrídates aprovechó la situación para intentar retomar su reino. Reunió a sus partidarios y con el apoyo de los siraces (tribu sármata), marchó sobre la capital. Cotis I y Aquila, en inferioridad numérica, se aliaron con los aorses, enemigos tradicionales de los siraces. Esta coalición superó a Mitrídates, que vencido hubo de darse de nuevo a la fuga. Después se rindió al rey de los aorses, Eunones, siendo finalmente llevado cautivo a Roma.
Cotis I, después de la victoria sobre su hermano, estrechó sus relaciones con los romanos, quienes le dieron el nombre de Tiberio Julio Cotis. Durante estas fechas la Classis póntica, una escuadra romana de 40 naves con base en las ciudades del Bósforo, patrullaba la región del mar Negro. En la época del emperador romano Nerón, con el pretexto de proteger el comercio de los ataques de los piratas, terminó anexionando el Reino del Bósforo al Imperio romano en el año 64.
Tras la muerte de Nerón en año 68, el hijo de Cotis I llamado Tiberio Julio Rescuporis restauró el reino. Se casó con Eunice y tuvo un niño, Sauromates I Tiberio Julio, que le sucedió tras su muerte en el año 93 gobernando hasta el 123. El periodo posterior, hasta el final del reino, es bastante impreciso. Sauromates fue el nombre de varios reyes del Bósforo, la mayoría sólo son conocidos a través de sus monedas. Estas representan generalmente en el anverso la cabeza del emperador romano reinante y en el reverso la del rey del Bósforo. A partir de esta constatación, los especialistas intentan definir la cronología de los reyes siguientes, lo cual es discutible. También parece que hubo una conjunción de reinos.

### Invasiones bárbaras

Migraciones en Europa entre los siglos II y V.

Los godos en el año 255 hicieron acto de presencia. Esta marea germánica había bajado del mar Báltico y llegó al mar Negro hacia el 200. Rescuporis IV Tiberio Julio (240-262 o 240-253) debió de someterse a las exigencias de los godos que invadieron el reino y saquearon Oblia y Tanais. Permitiéndoles usar sus puertos y su flota para hacer incursiones de piratería en Asia Menor y el norte de Anatolia.
Rescuporis IV tuvo un hijo, Tiranes Tiberio Julio (o Teinares 262-278) que subió al trono. Tiranes obtuvo una victoria contra los godos, pero al final de su reinado tuvo que hacer frente a un pretendiente a la corona, su hermano Sauromates IV Tiberio Julio (275-276), con quien reinó conjuntamente. Bajo su gobierno las relaciones con Roma se degradaron y tuvieron lugar choques entre los dos estados. Se casó con Elia con quien tuvo un hijo, Totorses Tiberio Julio (o Foforses, 278-307), que fue el siguiente rey.
Los godos durante estos años, al entrar en estrecho contacto con la civilización y las ciudades del Reino del Bósforo, se apaciguaron, convirtiéndose en vecinos y clientes. Bajo el dominio de los godos, paulatinamente fueron formando un estado «ostrogodo» en la Táurica y en la estepa póntica, el Reino del Bósforo perduró durante otro siglo.
Durante el reinado de Totorses, Sauromates hijo de Criscorones, llevó a cabo la leva de un ejército con la ayuda de los sármatas que vivían cerca del mar de Azov y atacó primero el Reino del Ponto en el 291 y después el Bósforo. Totorses le repusó y Sauromates se vio obligado, en el 292, a firmar la paz.
Oliotes Tiberio Julio (u Oliotos u Oligotos u Olympios u Uhlatos, 307-309), hijo de Totorses le sucedió. Su hija Nana, se casó con el rey de Iberia caucásica, Mirvan III (o Mihran III, 284-345). Sucedieron a sus hermanos, los reyes Sauromates V (308 - 312) y Radamsades, o Rhadamsadius, 309 - 318 o 323) que según algunos especialistas como Nadel, no serían parte de la dinastía legítima del Bósforo. Tenían un nombre iranio y utilizaban caracteres sármatas en las inscripciones de las monedas. El trono del Bósforo pudo quizás ser ocupado por reyes extranjeros.
Después Rescuporis V, (o VI, si se tiene en cuenta que el hermano de Teineres, 318-336 o 309-336), hijo de Oliotes llegó al poder, algunos estudiosos datan el comienzo de su reinado en 309, y habría reinado conjuntamente con su tío Radamsades. En el 335 el reino fue conquistado por los ostrogodos y Rescuporis V murió defendiendo su reino que con él se extinguió. Las últimas monedas se troquelaron en Panticapea en 332
En el siglo IV empezaron a llegar grandes masas de jinetes de Asia Central. Por lo que se sabe, los hunos fueron el primer grupo nómada de importancia que entró en la zona del Mar Negro en una expedición de saqueo, sin interesarse en absoluto por la colonización o el comercio. Destruyeron para siempre Tanais y Panticapea. El reino sucumbió probablemente en los años 375-376, su población huyó, fue exterminada, dispersada o absorbida por los hunos.

## Sociedad
Desde las fundaciones de las más arcaicas colonias griegas, hasta la época de mayor esplendor del Bósforo durante el siglo II a. C., transcurrieron cinco siglos, durante los cuales se produjo un gran mestizaje étnico y un notable intercambio cultural entre griegos y bárbaros. Su población heredó los rasgos de los primeros colonos, poseía claros rasgos peculiares de los griegos oriundos de Asia Menor, que fue desde épocas muy tempranas un crisol étnico y cultural, mezclándose lo jonio griego con lo oriental e iranio. También se debió producir un importante mestizaje por el contacto con escitas y sármatas, igualmente pueblos iranios. En resumen, fruto de estas influencias durante un período prolongado nacieron y se formaron varias generaciones de familias mixtas, de donde surgieron los griegos pónticos y cimerios, iranizados y barbarizados.
El idioma, incluso durante la dominación póntica o romana, continuó siendo el griego minorasiático, con escasos neologismos o barbarismos. La mayoría de los nombres bosforeños que han perdurado son de procedencia helenística con un porcentaje mínimo de nombres no-griegos. Si bien entre las familias de la nobleza local en ciertas ocasiones se daba preferencia a los nombres iranios, escitas o sármatas, un claro ejemplo es el Dinamia el nombre de la hija de Farnaces II, que pudo habérsele dado por motivos ideológicos o políticos
Del atuendo y vestimentas de los habitantes griegos del Bósforo se conocen ciertos detalles, debido a la cerámica pintada, la escultura y sobre todo por relieves funerarios. Vestían siguiendo las principales tendencias de la moda helenística. La conciencia individual de los griegos bosforeños incluso en épocas tardías debió también seguir la costumbre helénica de organizar la vida pública en torno a la polis siguiendo sus tradiciones cotidianas.

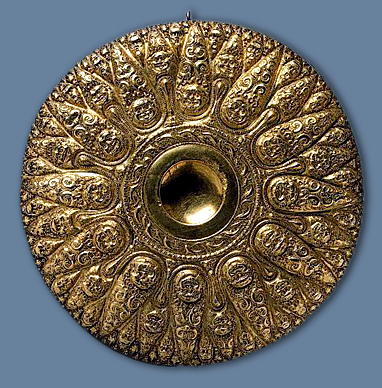
Un Phiale del Reino del Bósforo Cimerio, encontrado cerca de la antigua ciudad de Tmutarakan.
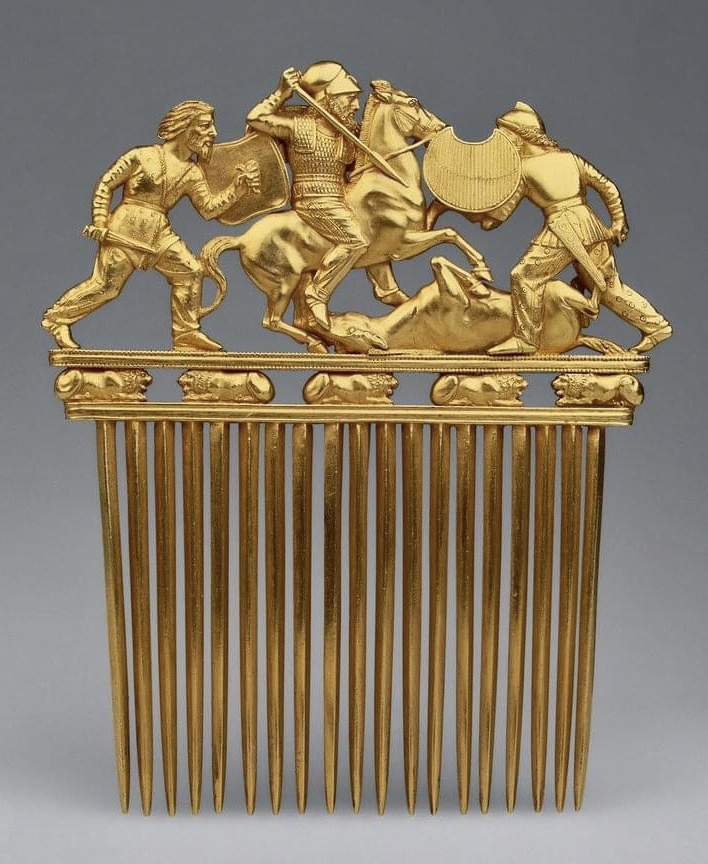
Peine de oro escita una muestra del intercambio cultural entre griegos y escitas. Encontrado en la cuenca baja del Río Dniéper.
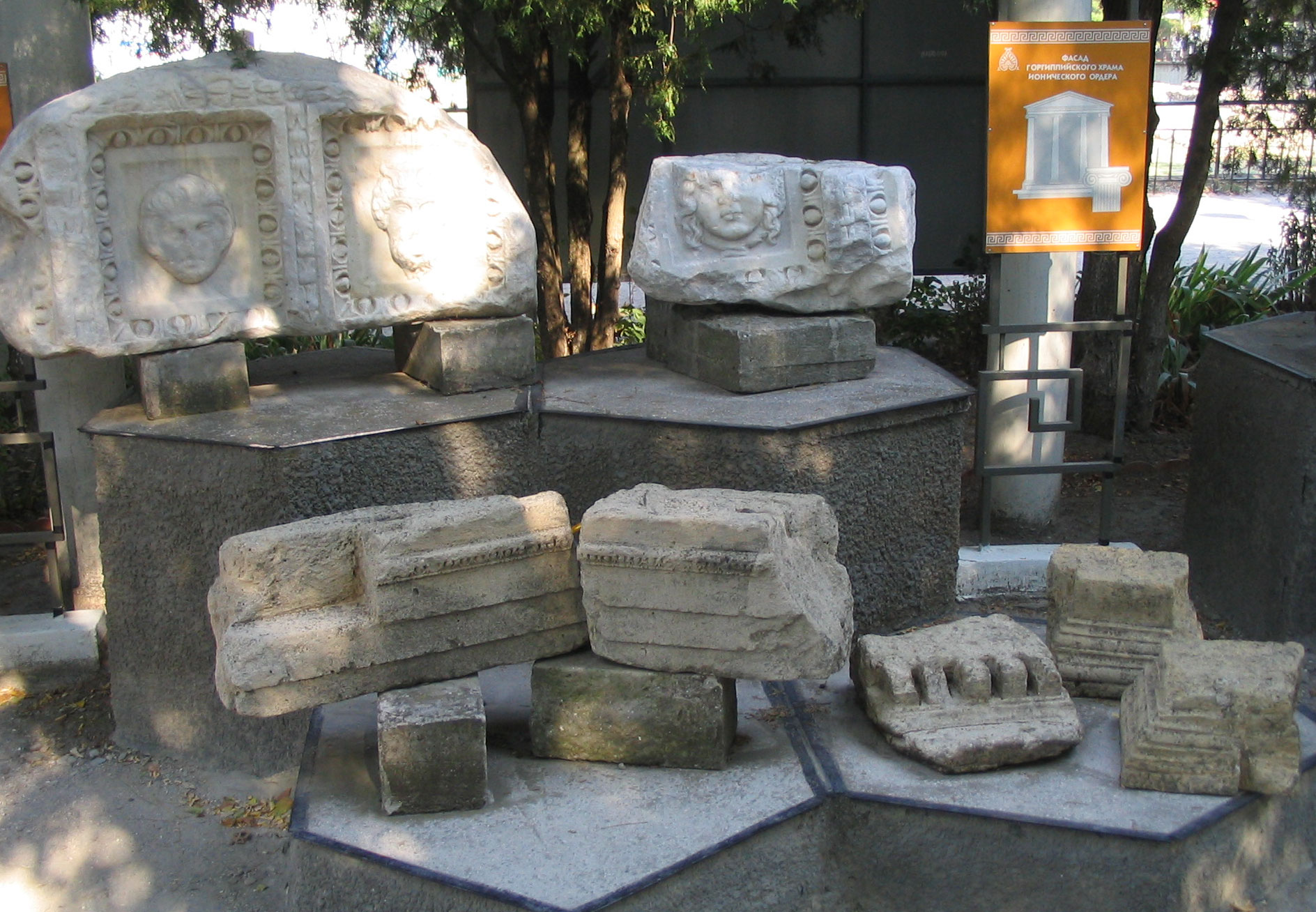
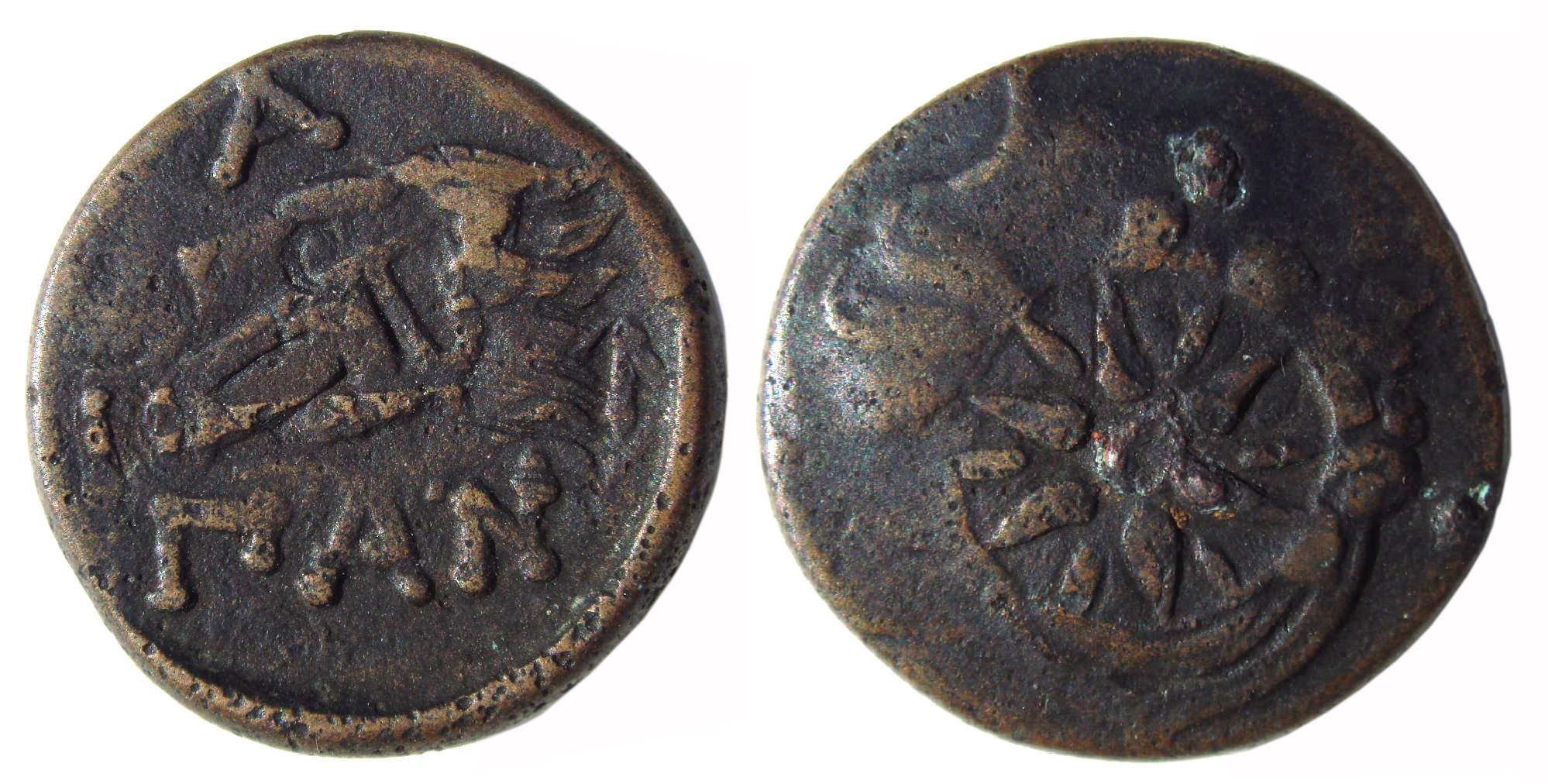
Moneda tracia encontrada en Panticapea. Ejemplo del intenso comercio entre las distintas costas del Mar Negro.

En contraposición con otras griegas contemporáneas las mujeres del Bósforo Cimerio tenían una mayor libertad, gozando de cierta independencia personal que según las tradiciones y leyes de las pólis bosforeñas le permitían disponer de patrimonio, heredarlo de sus padres o administrar la dote de su boda. Las griegas bosforeñas también tuvieron un mayor papel social en comparación con las griegas balcánicas y egeas. Incluso llegando a desempeñar cargos políticos. Esta realidad podría explicarse por la vecindad e influencia cultural con el mundo iranio, donde la mujer gozaba de un mayor estatus social, incluso participando en la guerra.
La religión era de origen griego sin grandes influencias extranjeras, se han encontrado inscripciones que atestiguan la veneración a Perséfone, Artemisa Efesia, Deméter, Cibeles, Jarites, Atenea o Afrodita. Se han encontrado restos de templos en Panticapea, Fanagoria, Ninfea, o Gorguipia. En las regiones rurales se erigían altares y se excavaban fosas para el culto religioso, donde se sepultaban los restos zoomorfos de su rito. La reciente arqueología rusa nos ofrece un ejemplo de la existencia de un santuario rural en la parte occidental de Bósforo. Estaba consagrado a Afrodita Urania; era de gran tamaño (contaba con unos 200 metros cuadrados de espacio) y se caracterizaba por un uso largo y permanente (siglos III a. C. - IV d. C.). Los griegos bosforeños solían rendir culto a Zeus en su hipostasia de cabeza y patrón de la trinidad solar que incluía también al mismo Sol–Helios y su pareja divina Gea. El culto a Zeus sufrió una iranización debido a las influencias culturales.
Mikhail Rostovzeff: 

Qué curiosa resulta esta tiranía semigriega que duró siglos y poco a poco se transformó en una monarquía helenística. Qué interesante la religión mixta que se desarrolló lentamente en el Bósforo Cimerio. Qué singular esta proliferación artística, básicamente destinada a las dinastías y a la aristocracia escitas.

## Reyes del Reino del Bósforo
| Reyes del Bósforo                                                                                  | Reyes del Bósforo   |
| Nombre                                                                                             | Reinado             |
| -------------------------------------------------------------------------------------------------- | ------------------- |
| Dinastía Espartócida                                                                               |                     |
| Espártoco I.                                                                                       | 438/7–433/2         |
| Sátiro I.                                                                                          | 433/2–389/8         |
| Seleuco I.                                                                                         | 433/2–393/2         |
| Leucón I.                                                                                          | 389/8–349/8         |
| Gorgipo.                                                                                           | in Gorgippia        |
| Perisades I.                                                                                       | 349/8–311/10        |
| Espártoco II.                                                                                      | 349/8–344/3         |
| Apolonio                                                                                           | 349/8–ca. 345       |
| Sátiro II.                                                                                         | 311/10–310/09       |
| Prítanis                                                                                           | 310/09              |
| Eumelo                                                                                             | 310/09–304/3        |
| Espártoco III.                                                                                     | 304/3–284/3         |
| Seleuco II.                                                                                        | 304/3–?             |
| Perisades II.                                                                                      | 284/3–ca. 245       |
| Sátiro III.                                                                                        | 284/3–?             |
| Espártoco IV.                                                                                      | ca. 245–ca. 240     |
| Leucón II.                                                                                         | ca. 240–ca. 220     |
| Higienon.                                                                                          | ca. 220–ca. 200     |
| Espártoco V.                                                                                       | ca. 200–ca. 180     |
| Camasaria Filotecnos (reina regente).                                                              | ca. 180– ca. 160    |
| Perisades III.                                                                                     | ca. 180–ca. 150     |
| Perisades IV.                                                                                      | ca. 150–ca. 125     |
| Perisades V.                                                                                       | ca. 125–ca. 108     |
| Dinastía Póntica                                                                                   |                     |
| Mitrídates VI                                                                                      | 107–63              |
| Macares, hijo del anterior, rey asociado                                                           | 82-66               |
| Farnaces II                                                                                        | 63–47               |
| Mitrídates I del Bósforo, también conocido como Mitrídates II del Bósforo y Mitrídates de Pérgamo. | 47–46/30            |
| Asandro                                                                                            | 47–16               |
| Dinamia                                                                                            | 21/20 v.–7/8 n.Chr. |
| Escribonio (usurpador)                                                                             | 16-15               |
| Polemon I del Ponto                                                                                | 15–8                |
| Dinamia (Junto a su hijo Aspurgo)                                                                  | 8-14                |
| Tiberio Julio Aspurgo                                                                              | 14–37/8             |
| Gepaipyris (esposa de Aspurgo)                                                                     | 37/8–38/9           |
| Polemón II                                                                                         | 37/38–41            |
| Mitrídates II, o Mitrídates III del Bósforo.                                                       | 39/40–44/5          |
| Cotis I.                                                                                           | 45/6–68/9           |
| Eunice (Mitregentin)                                                                               | 45/6–68/9           |
| Rescuporis I (esposo de Eunice).                                                                   | 68/9–93/4           |
| Sauromates I.                                                                                      | 93/4–123/4          |
| Cotis II.                                                                                          | 123/4–132/3         |
| Roemetalces                                                                                        | 131/2–153/4         |
| Eupator                                                                                            | 154/5–170/1         |
| Sauromates II                                                                                      | 174/5–210/1         |
| Rescuporis II                                                                                      | 211/2–226/7         |
| Cotis III                                                                                          | 227/8–233/4         |
| Sauromates III                                                                                     | 229/30–231/2        |
| Rescuporis III                                                                                     | 233/4–234/5         |
| Inintimaio                                                                                         | 234/5–238/9         |
| Rescuporis IV                                                                                      | 242/3–275/6         |
| Farnaces II del Bósforo                                                                            | 253/4–254/5         |
| Sauromates IV                                                                                      | 275/6               |
| Tiranes                                                                                            | 275/6–278/9         |
| Chedosbios (?)                                                                                     | 279/80–285/6 (?)    |
| Totorses                                                                                           | 285/6–308/9         |
| Radamsades                                                                                         | 309/10–322/3        |
| Rescuporis VI                                                                                      | 314/5–341/3         |
| Sauromates V                                                                                       | 341/3–ca. 370       |
| Sauromates VI                                                                                      | ca. 370-ca. 375     |